# Traffic
Traffic — англійський рок-гурт, утворений у березні 1967 року у Бірмінгемі. До першого складу гурту входили: Стів Вінвуд (Steve Winwood; 12 травень 1948, Бірмінгхем, Велика Британія) — вокал, клавішні, гітара, бас; Мафф Вінвуд (Muff Winwood; 15 червня 1943, Бірмінгхем, Велика Британія) — бас, вокал. Його у вересні 1967 року замінив Дейв Мейсон (Dave Mason; 10 травня 1947, Уорсестер, Велика Британія) — гітара, Кріс Вуд (Chris Wood; 24 червня 1944, Бірмінгхем, Велика Британія — 12 липня 1983, Бірмінгхем, Велика Британія) — саксофон, флейта та Джим Капалді (Jim Capaldi; 2 серпня 1944, Івшен, Велика Британія) — ударні, вокал. Стів Вінвуд так сильно захопився ідеєю створення цього гурту, що фактично сформував Traffic ще до свого виходу з The Spencer Davis Group. Як представники британської психоделії (щодо зовнішнього вигляду, способу життя та музики), Traffic обробляли різні музичні стилі, а композиції творились у родинній атмосфері хіппової комуни у їх домі в Беркшері. Дебютний сингл Traffic «Paper Sun» з незвичайним вступом, зіграним на ситарі, відразу став великим хітом, подібно як і твори «Hole In My Shoe» та «Here We Go Round The Mulberry Bush».
Під кінець 1967 року, незабаром після виходу альбому «Mr. Fantasy», групу залишив Мейсон. Однак з цього моменту Traffic почали здобувати щоразу більшу популярність, особливо у США. Черговий лонгплей «Traffic» був вже досить досконалою роботою, що свідчило про розвиток гурту. Дейв Мейсон знову на короткий час повертається до Traffic, а дві його пісні «You Can All Join In» та «Feelin' Alright?» стали класичними у дискографії групи. Текст твору «Who Knows What Tomorrow Might Bring?» відображав філософію хіппі життя, інша ж чудова композиція «Forty Thousand Headmen» поєднувала повний фантазії зміст з цікавим аранжуванням.
Під час реалізації третього альбому «Last Exit» у черговий раз залишив гурт Мейсон, а Вінвуду, щоб продовжити існування Traffic, довелось крім того, що він співав, грав на органі, ще й взяти на себе басову партію. Однак гурт все одно розпався.
Вінвуд приєднався до Blind Faith, а інші його колеги разом з Мейсоном повернули до життя гурт Wooden Frog. Проте ці обидві формації існували недовго. Після певної співпраці у Airforce Джинджера Бейкера, Вінвуд вирішив присвятити себе сольній кар'єрі під псевдонімом Mad Shadows і попросив Вуда та Капалді допомогти йому реалізувати свої плани. Таким чином знову реанімувався гурт Traffic, що знайшло приємні відгуки у пресі. Результатом співпраці музикантів став гарно зустрінутий слухачами лонгплей «John Barleycorn Must Die». Також до складу приєднався екс-Family, Blind Faith та Airforce Рік Греч (Rick Grech).
1971 року з'явилась прохолодно сприйнята концертна платівка «Welcome To The Canteen», у запису якої знову взяв участь Дейв Мейсон. Як не дивно, але два найкращі твори з цієї платівки походили з сольного альбому Мейсона «Alone Together». Того ж року новими членами Traffic стали: Джим Гордон (Jim Gordon) — ударні (екс-Derek & The Dominos) та Рібон Куоку Баа (Rebop Kwaku Baah) — ударні, а роль фронтмена на себе взяв Капалді. Цим складом гурт видав два альбоми: «Low Spark Of The High Heeled Boys» та «Shoot Out At The». Щоправда вже під час запису другого альбому Греч та Годон поступово поступились своїми місцями Дейвіду Худу (David Hood) — бас та Роджеру Хоукінсу (Roger Hawkins) — ударні. Ці дві роботи у США здобули статус «золотих платівок», однак з цих чи інших обставин формація Traffic не змогла відтворити на концертах ті оригінальні аранжировки, які записувала у студії.
Альбом «When The Eagle Flies» 1974 року був гарно сприйнятий як слухачами, так і критиками. У його запису взяли участь Стів Вінвуд, Кріс Вуд, Джим Капалді та Роско Джі (Rosko Gee) — бас.
12 липня 1983 року після тривалої хвороби помер Кріс Вуд. Цього ж року помер Рібон Куоку Баа. Коли здавалося, що гурт Traffic назавжди залишиться лише історією, завдяки Стіву Вінвуду та Джиму Капалді вони все ж повстали з попелу, а записана ними платівка «Far From Home» була серед найкращих видань 1994 року.

## Дискографія
- 1967: Dear Mr. Fantasy
- 1967: Here We Go Round The Mulberry Bush (разом з The Spencer Davis Group)
- 1968: Traffic
- 1969: Last Exit
- 1969: The Best Of Traffic
- 1970: John Barleycorn Must Die
- 1971: Welcome To The Canteen
- 1971: The Low Spark Of High Heeled Boys
- 1972: Shoot Out At The Fantasy Factory
- 1973: On The Road
- 1974: When The Eagle Flies
- 1975: Heavy Traffic
- 1975: More Heavy Traffic
- 1991: Smiling Phases
- 1994: Far From Home

### Jim Capaldi
- 1972: Oh How We Danced
- 1974: Whale Meat Again
- 1975: Short Cut Draw Blood
- 1977: The Contender
- 1978: Daughter Of The Night
- 1979: Electric Night
- 1980: The Sweet Smell Of Success
- 1981: Let The Thunder Cry
- 1983: Fierce Heart
- 1984: One Man Mission
- 1989: Some Come Running
- 1993: Prince Of Darkness

### Chris Wood
- 1979: Modus Operandi

### Reebop Kwaku Baah
- 1972: Reebop
- 1979: Flight Of The Spirit (з власним гуртом Zahara)